# Sthelenus ichneumoneus
Sthelenus ichneumoneus är en skalbaggsart som beskrevs av Jean Baptiste Lucien Buquet 1859. Sthelenus ichneumoneus ingår i släktet Sthelenus och familjen långhorningar. Inga underarter finns listade i Catalogue of Life.